# 冨江洋平
冨江 洋平（とみえ ようへい、1979年10月30日 - ）は、日本の俳優、監督、脚本家、演出家。兵庫県神戸市出身。エ・ネスト所属

## 人物・来歴
2002年3月神戸芸術工科大学 芸術工学部卒業。趣味はバスフィッシング、スノーボード、ゴルフ。空手初段、調理師免許、乗馬検定5級、普通自動車免許、普通自動二輪。木更津のご当地ヒーロー『鳳神ヤツルギ』にレギュラー出演。悪役を好んで演じる事も多い。殺陣の経験もあり、共演者の評価も高いが、本人は技術面での満足に至っていない。テレビ東京おはスタ645のコーナー「ご当地ヒーロー最強決定戦」の走り幅跳びで優勝している。2014年には自主制作長編映画『悪魔が生まれた日』『籠に降る雨』の製作総指揮に関わった。脚本、演出を担当する作品では、各キャラクターを立たせる事に定評がある。

## 出演

### テレビドラマ
- BS時代劇新選組血風録（NHK BSプレミアム）
- 未解決事件File.02（NHK総合テレビジョン）
- 番組バカルディ（NHK）
- THE LAST COP/ラストコップ（NTV）
- 君と世界が終わる日に （NTV）
- 月曜ゴールデン 佐々木譲サスペンス北海道警察 巡査の休日（TBS）
- 天皇の料理番　第9話-12話（TBS）
- ジロチョー 清水の次郎長維新伝（テレビ東京）
- 永遠の0（テレビ東京）
- トミカヒーロー レスキューフォース（テレビ愛知）
- おはスタ（テレビ東京）
- 鳳神ヤツルギ4（千葉テレビ）全12話　レギュラー　ヤジューロウ役
  - 鳳神ヤツルギ5（千葉テレビ）全12話　レギュラー　ヤジューロウ役
  - 絶対帰還カエルーン2（千葉テレビ）全4話　レギュラー　ジャック役
  - ブレイブフォース（千葉テレビ）全5話　レギュラー　ヤジューロウ役

### 映画
- 万華鏡
- 次郎長三国志
- 容疑者 室井慎次
- 仮面ライダーディケイド オールライダー対大ショッカー
- オーズ・電王・オールライダー レッツゴー仮面ライダー
- 実録・侠魂
- 悪魔が生まれた日
- イン・ザ・ヒーロー
- 籠に降る雨
- 日本ローカルヒーロー大決戦
- ナチュラル・ボーン・ハント

### 舞台
- 雪血花（三百人劇場）
- もみの木の下で(東京公演・小豆島公演）
- 旅の灯り（築地ブディストホール）
- 前川清&藤山直美「気になる二人〜持ちつ持たれつ〜」（大阪松竹座）
- 真田十勇士〜ボクらが守りたかったもの〜（天王洲銀河劇場）
  - 真田十勇士〜カッコ良くなきゃ死ぬだけさ〜（サンケイホールブリーゼ）（スペース・ゼロ）
  - 真田十勇士・序章〜戦国アサシン〜（座・高円寺2）
- 新撰組異聞PEACE MAKER（シアターGロッソ）
- 碧空の狂詩曲〜お市の方外伝〜（渋谷区文化総合センター大和田）
- 美川憲一のおだまり劇場（中日劇場、シアター1010、仙台イズミティ21 大ホール）
- 人生おきあがりこぼし（三越劇場）
- 新釈・ロクモンセン（スペース・ゼロ）
- だいこん役者（新歌舞伎座）
- 細川たかし特別公演・ダチョウ倶楽部一座旗揚げ公演（御園座）
  - 芸道45周年細川たかし特別公演35周年ダチョウ倶楽部一座旗揚げ公演（明治座）
- 劇走江戸鴉 （新橋演舞場・大阪松竹座）

### CM
- 神戸2001光のプログラム
- 七十七銀行
- CPRA

#### ナレーション
- 武蔵野銀行
- ホーユー　ナチュラインカラートリートメント
- キリン氷結
- スズキ・MRワゴンWit
- TOYOTAウェルキャブ

### ラジオ/その他
- ヤツルギラジオステーション〜ヤツラジ！〜（かずさFM）[9]パーソナリティ
- VP 「HONDA CR-V」「docomo」
- PV 加藤ミリヤ「LALALA feat.若旦那（湘南乃風）」

### 監督/演出/脚本
- 2024年 映画「陽だまりトーキョー」 【監督/脚本】
- 2024年舞台「鐘を鳴らす館」【脚本/演出】
- 鳳神ヤツルギ関連作品
  - 2023年 TVドラマ「鳳神ヤツルギ11」（全8話）【監督】
  - 2023年 TVドラマ「海洋戦士シーセーバー」（全12話）【監督】
  - 2022年 TVドラマ「もぐもぐ！べじわーるど　人間になった野菜の妖精たち」（全8話）【監督】
  - 2021年 TVドラマ「鳳神ヤツルギ10」（全12話）【監督】
  - 2021年 舞台「-鳳神ヤツルギ舞台-時空陰陽師」【脚本/演出】
  - 2020年 TVドラマ「鳳神ヤツルギ9」（全8話）【監督】
  - 2019年 TVドラマ「特Be-Ambitious」（全5話）【監督/脚本】
  - 2019年 TVドラマ「房州電撃!!ライデンマル 里見家リターンズ編」（全4話）【監督/脚本】
- 2024年 朗読劇「学園デスパネル2024」【脚本/演出】
  - 2023年 朗読劇「学園デスパネル2023」【脚本/演出】
  - 2022年 朗読劇「学園デスパネル2022」【脚本/演出】
  - 2021年 朗読劇「学園デスパネル2021」【脚本/演出】
  - 2020年 朗読劇「学園デスパネル2020」【脚本/演出】
  - 2019年 朗読劇「学園デスパネル2019」【脚本/演出】
  - 2018年 朗読劇「学園デスパネル」【脚本/演出】
  - 2017年 朗読劇「学園デスパネル」【脚本/演出】
- 2022年 朗読劇「シンクロ」【脚本/演出】
- 2023年 朗読劇「カナリアの手帳2023」【脚本/演出】
  - 2022年 朗読劇「カナリアの手帳2022」【脚本/演出】
  - 2020年 朗読劇「カナリアの手帳」【脚本/演出】
- 2022年 映画「逆転CRAB-クラブ-」【監督/脚本】
- 2022年 朗読劇「終末のReコード」【脚本/演出】
  - 2021年 朗読劇「終末のReコード」【脚本/演出】
- 2021年 映画「ナチュラル・ボーン・ハント」【監督/脚本】
- 2020年 映画「23区女子-FINAL-」【監督/脚本】
  - 2019年 舞台「23区女子-FINAL-」【脚本/演出】
  - 2018年 舞台「23区女子-Survive-」【脚本/演出】
  - 2016年 舞台「23区女子」【脚本/演出】[10][11]
- 2019年 舞台「Value Live～突然の無人島生活～」【脚本/演出】
- 2019年 舞台「大正☆クインテット」【脚本/演出】
- 2018年 舞台「ボクの12支紳士～絵本の中のワンダーランド～」【脚本/演出】
- 2017年 舞台「記憶ダイバー・シュリ」【脚本/演出】
- 2017年 舞台「47男子」【脚本/演出】[12]
- 2015年 朗読劇「年年歳歳」【演出】[13]
- 2015年 舞台「真田十勇士・序章～戦国アサシン～」【製作総指揮】
- 2015年 映画「籠に降る雨」【製作総指揮】